# Monte Tendre
O monte Tendre - literalmente Monte Tenro - é um cume da Maciço do Jura no cantão de Vaud da Suíça que culmina a 1 679 m, sendo assim apenas 2 m mais alto que La Dôle.

## Situação
Do alto do monte Tendre tem-se uma vista sobre o lago Lemano assim como a cadeia dos Monte Branco, ambos para Oeste.